# Catostomus cahita
Catostomus cahita és una espècie de peix de la família dels catostòmids i de l'ordre dels cipriniformes.
És un peix d'aigua dolça, demersal i de clima tropical, que es troba a Nord-amèrica: el nord-oest de Mèxic.